# Selección de hockey linea del Reino Unido
La selección de hockey sobre patines del Reino Unido que participa en el campeonato mundial de hockey sobre patines masculino es un organismo independiente establecido para operar con el único propósito de operar un equipo en los Campeonatos del Mundo y desarrollar talento para futuras inscripciones.

## Historia
El equipo nacional ganó dos medallas de oro en la División I, ocupó el noveno lugar en el mundo en 2004, 2006 y se perdió por poco el ascenso a la división de élite de ocho en 2007.

## Participaciones

### Campeonato Mundial
- 2003 - 13°
- 2004 - 9° - ganó el  de la División I
- 2005 - 12.º - ganó el  de la División I
- 2006 - 9° - ganó el  de la División I
- 2007 - 13°
- 2008 - 10° - ganó el  de la División I
- 2011 - 9° - ganó el  de la División I y ganó el ascenso al Grupo A
- 2012 - 8° - 1.er año en el Grupo A relegado a División I
- 2013 - 9° - ganó el  de la División I y ganó el ascenso al Grupo A